# Brian Bianchini
Brian Leo Bianchini, född 16 juli 1978, död 16 mars 2004, var en amerikansk manlig modell och enstaka filmskådespelare, verksam från slutet av 1990-talet till mitten av 2000-talet.

## Uppväxt
Bianchini föddes i San Francisco av italienska föräldrar och gick på Mills High School i Millbrae, Kalifornien. Han gick också på Skyline College i San Bruno, Kalifornien. Han började brottas vid sju års ålder och vann både high school- och intercollegiate wrestlingtävlingar.

## Modellkarriär
Bianchini fotograferades av några av världens mest kända fotografer, inklusive Bruce Weber, Roger Moenks, David LaChapelle, Martin Ryter, Steven Klein, Chris Makos och George Machado med flera. Förutom kampanjer för Reebok, Versace, Abercrombie & Fitch och tryckta annonser för International Male och Undergear, presenterades Bianchini i tidningarna Vanity Fair, Men's Exercise, Glamour, Cosmopolitan, Playgirl och Men's Fitness. Han var också med i omslagsartiklar för TV Guide och Instinct. Bianchini dök också upp på omslaget till Gloria Estefans album Alma Caribena och medverkade i musikvideor för Moby och Lil' Kim.

## Död
Bianchini var svårt deprimerad vid 25 års ålder och hängde sig själv i mars 2004. Han begravdes på Italian Cemetery i Colma, Kalifornien.

## Meriter inom mode
- Tvåa – All American Guys – Årets kille 1999
- Tvåa – Playgirl – Årets man – 2001

## Filmografi
- The Brotherhood
- "Girl For Girl"
- The Black Magic (2002)